# Sensocentrismo
El sensocentrismo es un criterio ético que sostiene que la condición sine qua non para la consideración moral es la sintiencia: la capacidad de sentir. Desde un enfoque sensocentrista, se plantea que ser sintiente debe ser el criterio a la hora de juzgar a qué seres se debe prestar consideración moral. Se trata de un punto de partida de razonamiento ético y no una conclusión sobre la mejor manera de actuar. 
Los sensocentristas consideran que discriminar a los seres sintientes según la especie a la que pertenecen es una forma de especismo, una discriminación arbitraria. En este sentido, el sensocentrismo se opone al antropocentrismo. 

## Contexto histórico
El filósofo del siglo XVIII Jeremy Bentham escribió en Introducción a los principios de moral y legislación que «todo acto humano, norma o institución, debe ser juzgados según la utilidad que tiene, esto es, según el placer o el sufrimiento que produce en las personas» donde, tras una comparación entre la esclavitud y el sadismo con los animales concluyó con la cita:
La pregunta no es ¿pueden razonar?, ni ¿pueden andar?, sino ¿pueden sufrir?.
Otros destacados filósofos como Peter Singer en Liberación animal (Animal Liberation) o Tom Regan en La causa por los derechos animales (The Case for Animal Rights) han seguido esta trayectoria aunque con diferencias en cuanto a su aplicación, pues Peter Singer defiende una postura utilitarista mientras que Tom Regan mantiene una postura abolicionista, más cercana a los derechos animales.

## Seres sintientes
En el reino animal existe una escala ascendente de complejidad del sistema nervioso, desde los que carecen totalmente de él, como las  esponjas, pasando por los que tienen un sistema rudimentario — cnidarios, anélidos — hasta alcanzar la superior complejidad presente en los sistemas nerviosos de aves y mamíferos. Se acepta que son necesarias las neuronas para sustentar la sensibilidad, pero también se discute cuál es el grado de complejidad a partir del cual se puede hablar de consciencia, de sufrimiento y de placer. El 7 de julio de 2012 un prominente grupo internacional de neurocientificos cognitivos se dieron cita en la Universidad de Cambridge (Reino Unido) para celebrar la Francis Crick Memorial Conference 2012, que trató sobre la consciencia en los humanos y animales; en presencia del científico Stephen Hawking, dieron a conocer la Declaración de Cambridge sobre la consciencia (Cambridge Declaration on Consciousness), en la cual se reconoce que otros animales distintos al ser humano también poseen consciencia.
La ciencia reconoce que los individuos con sistema nervioso central tienen capacidad cerebral para sentir sufrimiento y disfrute en forma de experiencias conscientes.  También se discute en qué medida los invertebrados tienen esas capacidades.

## Gradualidad
Un componente fundamental del sensocentrismo es la gradualidad. El sensocentrismo gradualista señala que existe en los seres sintientes una gama de intereses que van desde los más simples y tenues a los más complejos e intensos. En la práctica esto se traduce en la ponderación entre dos intereses, donde uno se priorizará ante otro. Como ejemplo se puede tomar el caso de un perro infectado por una lombriz solitaria: los intereses del perro por mantenerse saludable y vivo son mayores a los de un gusano, lo que conllevará a la extirpación del mismo. Si bien todos los animales son parte de un continuo (complejidad neuronal), concluir que todos sus intereses merecen igual consideración entre sí es incurrir en una falacia del continuo.
Existen dilemas y situaciones difíciles de resolver, un elemento útil puede ser el número de neuronas en un organismo. Menor cantidad de neuronas implican menor cantidad intereses complejos: un gusano con trescientas neuronas tendrá intereses despreciables frente a un perro con dos millones. Sin embargo, no siempre animales con menos neuronas tendrán intereses menores a los de otro con mayor número: la necesidad de un cerdo por vivir en libertad será mayor a la de un humano por degustar jamón (por más que este último tenga mayor número de neuronas).

## Controversia con las plantas
Ciertas plantas coordinan algunas funciones mediante potenciales de acción (impulsos eléctricos). La misma forma en la que se comunican las neuronas de aquellos animales que tienen la capacidad de sentir, con la diferencia de que las plantas utilizan flujos de potasio (K) y calcio (Ca) mientras que los animales de potasio y sodio (Na). La comunicación eléctrica es usada como defensa en la Mimosa Púdica, plegando sus hojas al contacto y para alimentarse de pequeños animales en la planta carnívora Dionaea Muscipula (Venus Atrapamoscas). Respuestas conocidas como Sismonastias. 
En relación con lo anterior, los botánicos Stefano Mancuso y František Baluška (promotores de la neurobiología de las plantas, ampliamente criticada) dicen que se las puede anestesiar y hacer que pierdan la consciencia. Lo cual es falso, debido a que las plantas carecen de consciencia por no tener una estructura compleja como el cerebro.
Toda consciencia conocida hasta ahora ocurre mediante potenciales de acción, pero no todos los potenciales de acción dan lugar a la consciencia, su funcionamiento es necesario pero no suficiente. Por ejemplo: los potenciales de acción del sistema nervioso autónomo o de los arcos reflejos aferentes (entrantes) no los registramos y los eferentes (salientes) no los controlamos. Inclusive, se puede estar en un coma profundo o dormido, en plena ausencia de consciencia e igualmente funcionarían.
Este fenómeno Incluso ocurre en las “ranas espinales” (ranas a las que se le extirpó el cerebro o se las decapitó directamente). Como experimento se las suele suspender por la mandíbula y luego se las somete a diferentes estímulos que les provocan la contracción de sus patas. Las contracciones ocurren por los arcos reflejos, circuitos nerviosos que funcionan independientemente del sistema nervioso somático, el que da lugar a la consciencia.

## Diferencia entre antropocentrismo y sensocentrismo
En la ética, el antropocentrismo es la cosmovisión que dice que los intereses de los seres humanos deben recibir atención por encima de cualquier otra cosa, atendiendo a que los humanos son los únicos con capacidades para actuar moralmente, esto es, normar su conducta en beneficio de los demás, en ese sentido, todo aquel que no sea capaz de normar su conducta (salvo los pacientes morales) pierde sus beneficios de pertenecer a un grupo determinado por las normas morales, así, históricamente se observa que los individuos que dañan al grupo son encarcelados, desterrados o incluso se les da pena de muerte, a fin de que no causen daño al grupo que guía su conducta en beneficio del mismo, moralmente; por esas razones el antropecentrismo moral considera que sólo los individuos capaces de comportarse moralmente deben ser considerados moralmente, así a pesar de que existan seres capaces de sentir dolor (como los asesinos seriales), no existiría obligación moral frente a ellos, en tanto que carecen de facultades para normar su conducta, en beneficio del grupo. 
El sensocentrismo se diferencia del antropocentrismo en que este último también valora intereses, pero reduce el ámbito de aplicación a un grupo preferencial: el grupo formado por los humanos. Es decir, el antropocentrismo da prioridad al grupo preferencial y luego a los intereses, razón por la cual discrimina éticamente a quienes no pertenecen a la especie humana en lo que se ha venido a denominar como discriminación especista, que en este caso concreto es llamado especismo antropocéntrico.
En el plano moral, en la actualidad el antropocentrismo ha sido defendido en el contexto de la discusión sobre el especismo y la consideración moral de los animales de otras especies, afirmando la idea de que los seres humanos son los únicos seres que deben ser objeto de consideración moral, o que sus intereses deben ser considerados por encima de los intereses de los animales de otras especies. Este posicionamiento ético del antropocentrismo ha sido replicado por quienes defienden los derechos animales mediante el argumento de casos marginales.